# Summer Riot 〜熱帯夜〜/Everest
『Summer Riot 〜熱帯夜〜/Everest』（サマー ライオット ねったいや/エベレスト）は、THE RAMPAGE from EXILE TRIBEの20枚目のシングル。 2023年8月2日にrhythm zoneから発売された。

## 概要
前作「16BOOSTERZ」から3カ月ぶりのシングル。「CD+DVD」「CD ONLY」の2形態で発売。
DVDには表題曲2曲のミュージックビデオとメイキング映像を収録、2曲のミュージックビデオの監督は久保茂昭が務めた。「Summer Riot ～熱帯夜～」は和太鼓演奏グループDRUM TAOとのコラボレーション曲。
2023年7月から8月にかけて『Summer Riot 〜熱帯夜〜 / Everest』Release Fan Meetingを行った。
オリコン週間シングルランキング、オリコン週間合算シングルランキング、Billboard Japan Top Singles Salesで初の首位獲得となった。首位はシングル・アルバムを通じてデビュー以来初のことであった。

## メディアでの使用
Summer Riot 〜熱帯夜〜
- 読売テレビ制作・ 日本テレビ系木曜ドラマ『彼女たちの犯罪』オープニングテーマ

Everest
- コラントッテ CMソング
- Samsung「Galaxy Z Flip4」コラボCMソング
- プレナス「ほっともっと」コラボCMソング

## 収録曲

### CD＋DVD盤

#### CD
1. Summer Riot 〜熱帯夜〜 [3:40]
作詞：JAY'ED・P-CHO、作曲：T.Kura・JAY'ED、編曲：T.Kura
2. Everest [3:14]
作詞：Amon Hayashi、作曲：Ava1anche・TOMMSE
3. 16BOOSTERZ - RYU Remix [3:03]
作詞：sty、作曲：Dirty Orange・sty、ミックス：RYU
4. Summer Riot 〜熱帯夜〜 (Instrumental)
5. Everest (Instrumental)
6. 16BOOSTERZ - RYU Remix (Instrumental)

#### DVD
1. Summer Riot 〜熱帯夜〜 (MUSIC VIDEO)
2. Everest (MUSIC VIDEO)
3. Summer Riot 〜熱帯夜〜 (MUSIC VIDEO MAKING MOVIE)
4. Everest (MUSIC VIDEO MAKING MOVIE)

### CD ONLY盤
1. Summer Riot 〜熱帯夜〜
2. Everest
3. VIP [3:33]
作詞：Emyli、作曲：Hyuk Shin・Andy Love・MRey・Papi Lee・nu_eve
4. 16BOOSTERZ - SLAY Remix [3:50]
作詞：sty、作曲：Dirty Orange・sty、ミックス：SLAY
5. Summer Riot 〜熱帯夜〜(Instrumental)
6. Everest (Instrumental)
7. VIP (Instrumental)
8. 16BOOSTERZ - SLAY Remix (Instrumental)